# Heinrich Antonovič Leer
Heinrich Antonovič Leer in russo Генрих Антонович Леер? (Nižnij Novgorod, 4 aprile 1829 – San Pietroburgo, 16 aprile 1904) è stato un generale, insegnante, storico e teorico militare russo.
Fu uno dei principali teorici militari russi dell'Ottocento.

## Biografia
Nato il 4 aprile 1829 a Nižnij Novgorod, studiò a San Pietroburgo al ginnasio Larinsky senza completare il corso di studi, ed entrò dal 19 agosto 1844 nella scuola del genio dell'esercito russo. Anche se la storia militare non era insegnata in modo soddisfacente alla scuola del genio, Leer ne fu così affascinato da iniziare per suo conto a tradurre dal francese opere note di Rocancourt sulla storia dell'arte militare. A scuola trovò un suo sostenitore nella persona di Michail Ostrogradskij, insegnante di matematica, il quale amava parlare con Leer di storia militare, e che lo incoraggiò  ad iniziare a scrivere di storiografia lui stesso.
Dopo essersi diplomato, il 13 giugno 1848 venne promosso sottotenente sul campo, lasciando la scuola per seguire un corso per ufficiali. Leer venne posto in servizio attivo nel 1850 e nello stesso anno venne trasferito al 3º battaglione di riserva del genio (poi 11º battaglione genio), col quale nel 1851 prese parte a una campagna militare nel Caucaso; il 1º febbraio 1851 ricevette il grado di tenente.
Nel 1852 entrò nell'Accademia Militare Imperiale ma da subito notò come anche la strategia insegnata nelle scuole russe fosse ormai sorpassata in quanto rimasta invariata dalle guerre napoleoniche. Nel 1854 Leer completò il corso di formazione e venne nominato primo aiutante del quartier generale dell'esercito russo in Estonia.
Nel 1872 Leer venne nominato accompagnatore ufficiale del granduca Nikolaj Konstantinovič Romanov durante il suo viaggio in Italia ed Austria. Al suo ritorno si parlò di nominare Leer al ruolo di ministro della guerra in Serbia, ma lui rifiutò. Nel 1874 fu inviato speciale alla Conferenza Internazionale di Bruxelles, dove con i suoi studi dette un valido aiuto al presidente della conferenza, Alexander Jomini.
Prima dello scoppio della guerra turca del 1877-1878 il governo russo chiese di sentire il parere di Leer, ormai rinomato stratega militare. Leer rispose con una nota molto sintetica nella quale espresse visioni  generali, senza esprimersi sui dettagli tecnici che si sarebbero potuti sviluppare nel conflitto, e questo fu uno dei motivi per i quali il suo parere venne sostanzialmente ignorato.
Morì a San Pietroburgo nel 1904.

## L'attività saggistica e storiografica

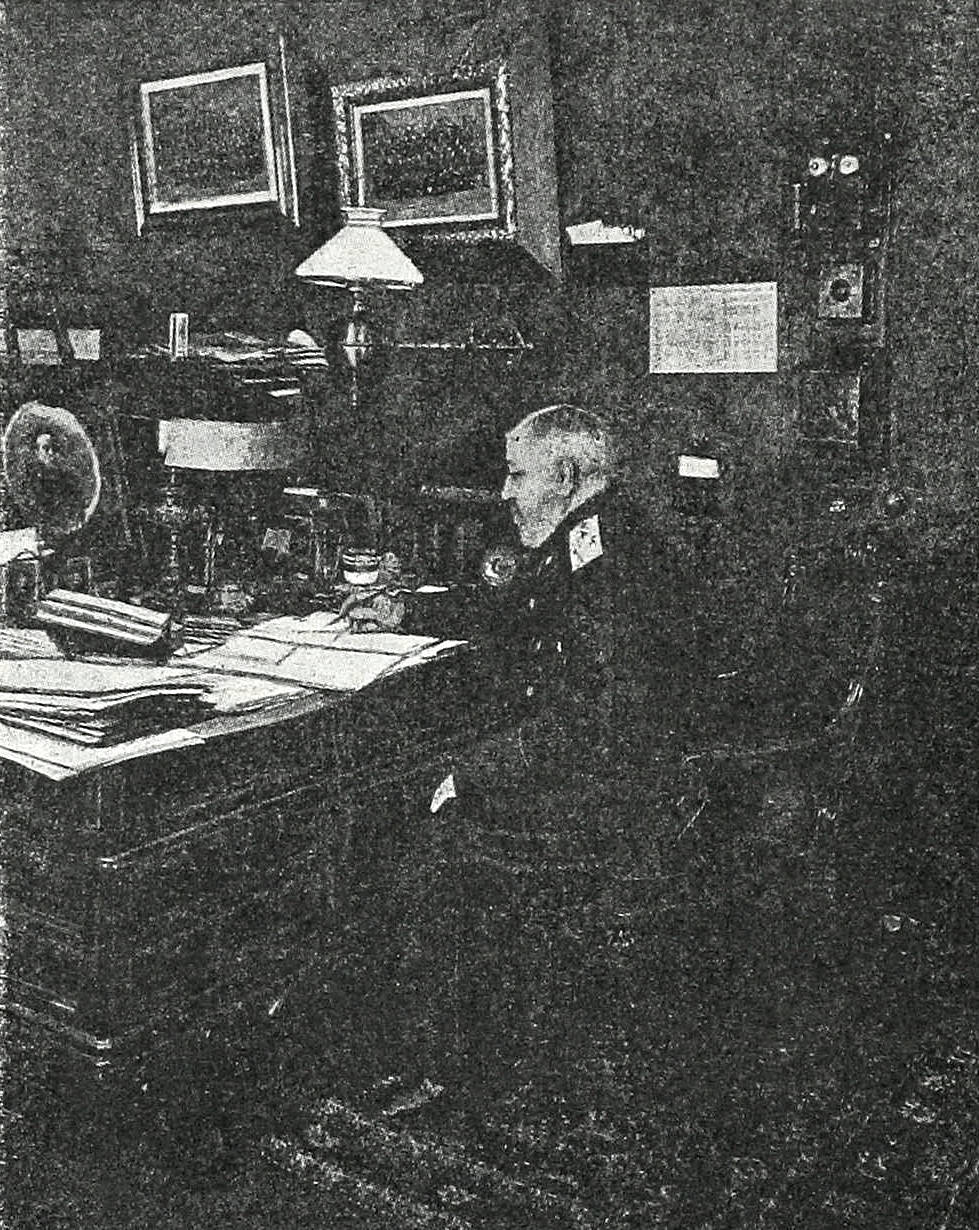
Il generale Leer nel suo studio

Dopo la fine della guerra di Crimea, alla quale prese parte, venne assegnato allo stato maggiore dell'esercito e da quel momento iniziò la sua attività di insegnante militare. Si impegnò in particolare nello studio del rinnovamento della tattica militare che molti militari approfondirono in particolare dopo le criticità emerse in Crimea. Con le sue opere, si soffermò sulla gestione delle operazioni principali (compose un trattato sulle linee operative dell'esercito), la gestione delle operazioni preparatorie (formazione del campo base, concentrazione delle truppe e loro rifornimento) e aggiuntive (mantenimento delle linee di comunicazione, preparazione del teatro delle operazioni militari in termini ingegneristici, linee difensive, fortezze, ferrovie), gestione delle operazioni a seconda del terreno (operazioni di montagna e nella steppa, operazioni anfibie e di difesa costiera).
Pubblicò nel contempo una serie di opere di storia militare sia sul periodo napoleonico ("Affari militari nel 17º secolo", "L'operazione di Jena del 1806", "La guerra del 1805", "Riassunto della campagna del 1815", "La guerra patriottica del 1812", "La guerra del 1813", "La guerra del 1814") sia di periodi successivi e di attualità ("Lezioni pubbliche sulla guerra del 1870-71 tra Francia e Germania", "La sentenza su Bazaine"). Lo stesso Alessandro II di Russia seguì spesso le lezioni di Leer e decise alla fine di promuoverlo al ruolo di maggiore generale e di fargli dono di un prezioso anello di diamanti in segno di riconoscenza personale.
Negli ultimi anni, Leer prese una direzione sempre più filosofica e trattatistica nei suoi scritti, con la pubblicazione di opuscoli come "Il metodo delle scienze militari" (1894) e "Domande fondamentali" (1897). Leer curò l'edizione di due ampie pubblicazioni militari: l'"Enciclopedia di Scienze Militari e Navali" in 8 volumi (che andò a sostituire l'ormai obsoleto "Lexicon Enciclopedico Militare" di Ludwig von Seddeler), e "Le guerre di Russia da Pietro il Grande ai giorni nostri" in 3 volumi.

## La teoria di Leer
Negli anni d'insegnamento, il generale Leer elaborò una teoria secondo la quale, in qualsiasi tema, la teoria da sola non riesce a dare un giusto inquadramento ad una faccenda e non è in grado di risolvere nulla. Anzi tale pretesa è contro la sua stessa natura, perché la teoria si appoggia necessariamente su una applicazione pratica. La teoria è in grado di spiegare le proprietà degli elementi, la loro influenza reciproca e l'essenza, la natura dei fenomeni militari (operazioni, combattimento). Gli strumenti della teoria applicata agli affari militari sono gli stessi di qualsiasi altra scienza: classificazione, induzione, deduzione e analogia. Tra i metodi del pensiero logico nella teoria degli affari militari, come in tutte le scienze sperimentali, il primo posto spetta all'induzione. Le conclusioni finali della teoria sono sotto forma di principi, regole e norme; in relazione alla pratica, queste non sono affatto soluzioni preconfezionate di problemi, ma solo punti di partenza (generali e particolari) per una loro corretta soluzione. Se i principi - punti di partenza generali per la risoluzione dei problemi sono incondizionati, vale a dire sono sempre validi, indipendentemente dalle condizioni dell'arma, tempo e luogo, regole e norme (ovvero sono punti di partenza particolari per risolvere problemi analoghi) devono poi essere considerate tutte le variabili del caso. Anche nella pratica militare, dunque, il senso delle norme e dei regolamenti è quello di indirizzare le decisioni da prendere su vie possibilmente corrette.
In termini di significato del suo lavoro, come esperto militare, Leer è stato quindi collocato accanto a esperti del settore come Lloyd, Jomini e von Clausewitz.